# Eleonora Francini Corti
Eleonora Francini Corti (* 14. Juli 1904 in Florenz; † 14. Februar 1984 in Florenz) war eine italienische Botanikerin.

## Werdegang
Eleonora  Francini war die Tochter von Enrico Francini und Vittoria Marinai. Nach Besuch der Highschool studierte an der Universität Florenz Naturwissenschaften. Besonderes Interesse brachte sie den Lehren von Giovanni Negri und Enrico Carano entgegen.
Eleonora Francini schloss ihr Studium 1926 mit einem Diplom ab. Sie wirkte im Anschluss am Botanischen Institut der Florenzer Universität. Nach ihrer Habilitation im Jahr 1932 in Florenz, wechselte sie als Assistentin an das Botanische Institut der Universität Pisa. Im Jahr 1939 ging sie an die Universität Bari. Sie lehrte dort anfangs im Fachbereich Landwirtschaft, wechselte jedoch später zu den Naturwissenschaften. 1952 heiratete sie Roberto Corti, Professor an Universität Florenz. Im Jahr 1962 erhielt Francini einen Ruf als Professorin an die Universität Florenz. Sie bekleidete dort das Amt der Direktorin des Erbario dell'Africa tropicale und des Zentrums für Elektronenmikroskopie.

## Wirken
Eleonora Francini hat an der Universität Bari das Botanische Institut und den Botanischen Garten ins Leben gerufen.
Der Schwerpunkt ihres Forschungsgebietes lag auf der Embryologie der Pflanzen. Besonderes Augenmerk legte sie hier auf die Ultrastruktur von Gametophyten, Gymnospermen und Angiospermen. Zu ihren Forschungen verwendete sie meist mediterrane Pflanzen. Sie beschäftigte sich außerdem mit Systematischer Anatomie und geobotanischen Fragestellungen.
Francini war von 1962 bis 1979 Herausgeberin der international ausgerichteten Fachzeitschrift Caryologia.

## Würdigung
Im Oktober 1955 wurde sie zum korrespondierenden Mitglied der Accademia Nazionale dei Lincei gewählt, im Oktober 1971 wurde sie socio nazionale (Vollmitglied). Auch die International Society of Plant Morphologs hat sie zum Mitglied gewählt.